# 中華民國射箭協會
中華民國射箭協會（英語：Chinese Taipei Archery Association，又稱中華臺北射箭協會）成立於1973年3月10日，成立宗旨為推展射箭運動，增進國民健康，發揚運動精神。

## 發展沿革
台灣省射箭協會成立於1964年4月14日，是台灣近代第一個射箭組織，第一任會長為周百鍊。1964年9月27日，有「台北市體育會射箭委員會」成立，1968年4月13日「台北市射箭協會」成立。1967年4月2日「中華全國技擊委員會射箭部」成立，首任會長為台大醫學院外科主人林天佑，1969年8月，加入了「國際射箭總會」（FITA），成為會員之一，同年「全國射箭委員會」成形。1969年10月4日「中華全國射箭委員會」成立，但同年11月23日被取消，原「中華全國技擊委員會射箭部」升格為「中華全國技擊委員會射箭委員會」，1973年3月10日，委員會改名為「中華民國射箭協會」，林天佑博士為第一任理事長。中華民國射箭協會也是亞洲射箭聯盟（AAF）會員之一。
自協會成立之後，據統計台灣各縣市的射箭團體有134個之多，其中有85個團體為學校成立的射箭隊

## 歷屆理事長
| 姓名   | 就任日期       | 離任日期       | 備註                         |
| 理事長 | 理事長         | 理事長         | 理事長                       |
| ------ | -------------- | -------------- | ---------------------------- |
| 林天佑 | 1973年3月10日  | 1977年3月18日  | 台大醫院醫學博士             |
| 邱永聰 | 1977年3月19日  | 1979年4月      | 立法委員、醫師               |
| 郭宗波 | 1979年4月      | 1980年4月      | 醫學博士                     |
| 黃烈火 | 1980年4月      | 1987年7月      | 味全企業公司董事長           |
| 毛渝南 | 1984年4月      | 1987年7月      | 台灣電子公司董事長           |
| 毛渝南 | 1987年7月      | 1991年7月9日   | 台灣電子公司董事長           |
| 李祖源 | 1991年7月10日  | 1997年6月11日  | 中廣公司總經理               |
| 周康美 | 1997年6月12日  | 2001年11月22日 | 華夏投資公司董事長           |
| 李慶平 | 2001年11月23日 | 2006年3月31日  | 中廣公司總經理               |
| 何湯雄 | 2006年4月1日   | 2014年         | 特力集團總裁                 |
| 祝文宇 | 2014年         |                | 甲山林機構暨愛山林建設董事長 |

## 歷屆總幹事
| 任次   | 姓名   | 就任日期      | 離任日期      | 備註                                   |
| 總幹事 | 總幹事 | 總幹事        | 總幹事        | 總幹事                                 |
| ------ | ------ | ------------- | ------------- | -------------------------------------- |
| 1      | 袁埏烽 | 1973年3月10日 | 1977年3月18日 | 終生提倡推廣劍道、射箭、擊劍三項運動。 |

## 外部連結
- 中華民國射箭協會官方網站（页面存档备份，存于）